# Ґолден-Ґейт-Гайлендс (національний парк)
Національний парк Ґолден-Ґейт-Гайлендс — південноафриканський парк дикої природи, розташований у гірському регіоні Східна Вільна держава. У парку дико проживають декілька видів тварин, такі як антилопи гну, канни, бубали, спрингбоки, редунки та саваннові зебри. Назва парку походить від золотого кольору пісковикових скель, якого вони набувають у світанкових та призахідних променях сонця. Найвідоміша формація — скеля Брандваг.
У 1963, 47.92 км² були оголошені національним парком, з метою зберегти природну красу місцевості. У 1981 територія була збільшена до 62.41 км², і в 1988 — до 116.33 км². У 2004 було оголошено про з'єднання території парку з сусіднім національним парком Ква-Ква. Об'єлнання обох парків було завершене у 2007, збільшуючи сумарну територію до 340 км².

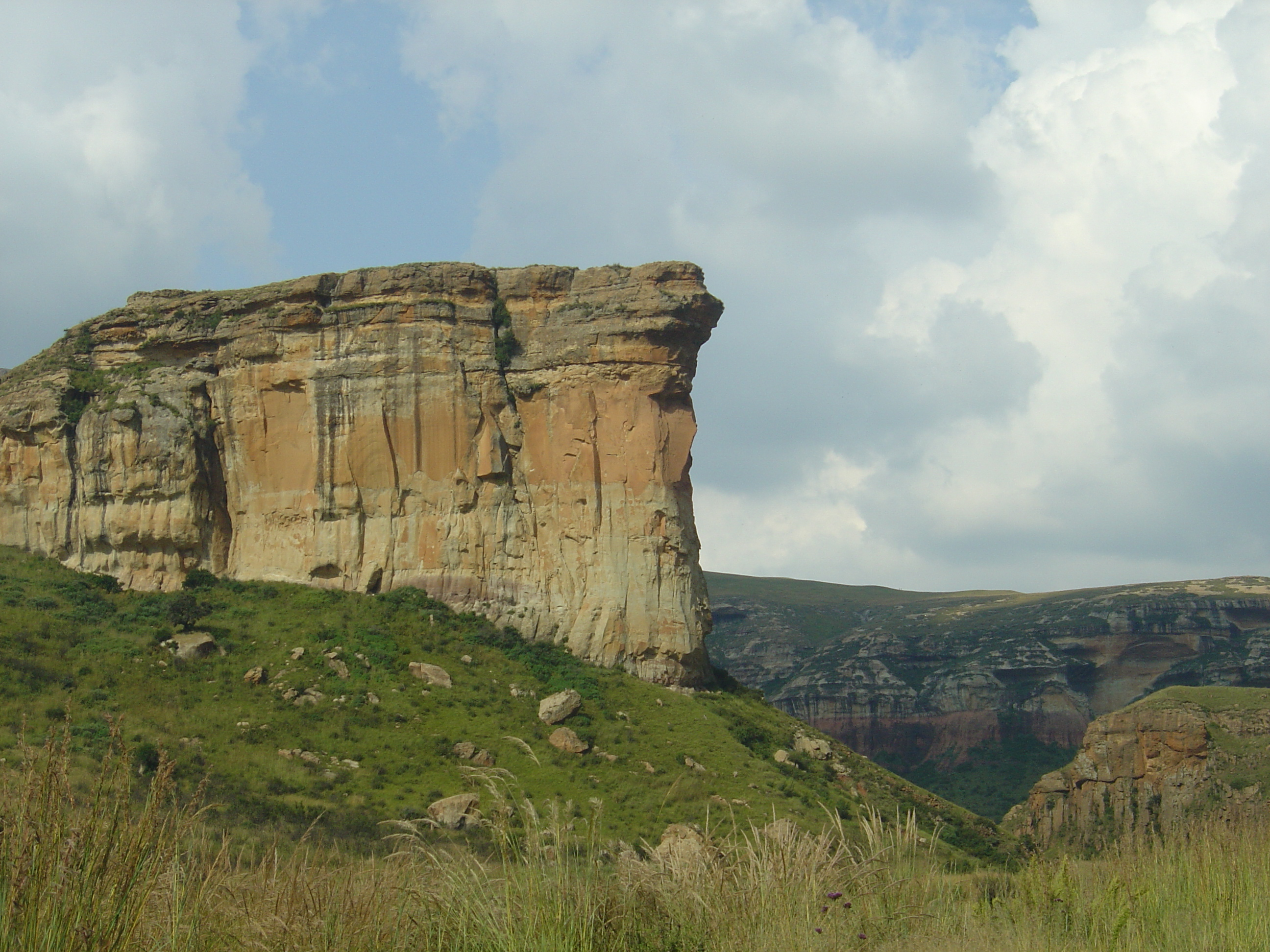
Пісковикова скеля в Національному парку Ґолден-Ґейт-Гайлендс

## Тварини

### Ссавці[6]

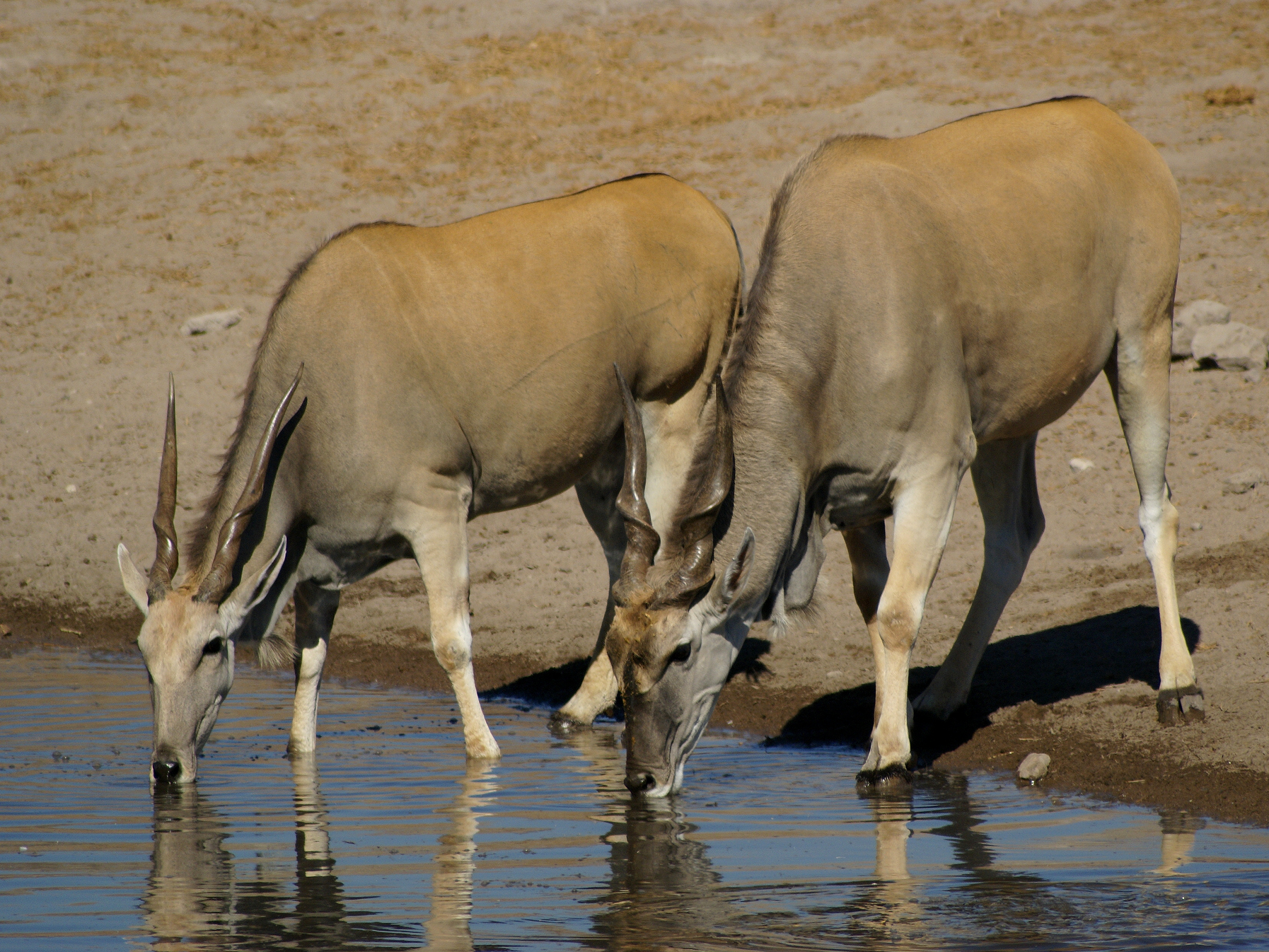
Канна звичайна
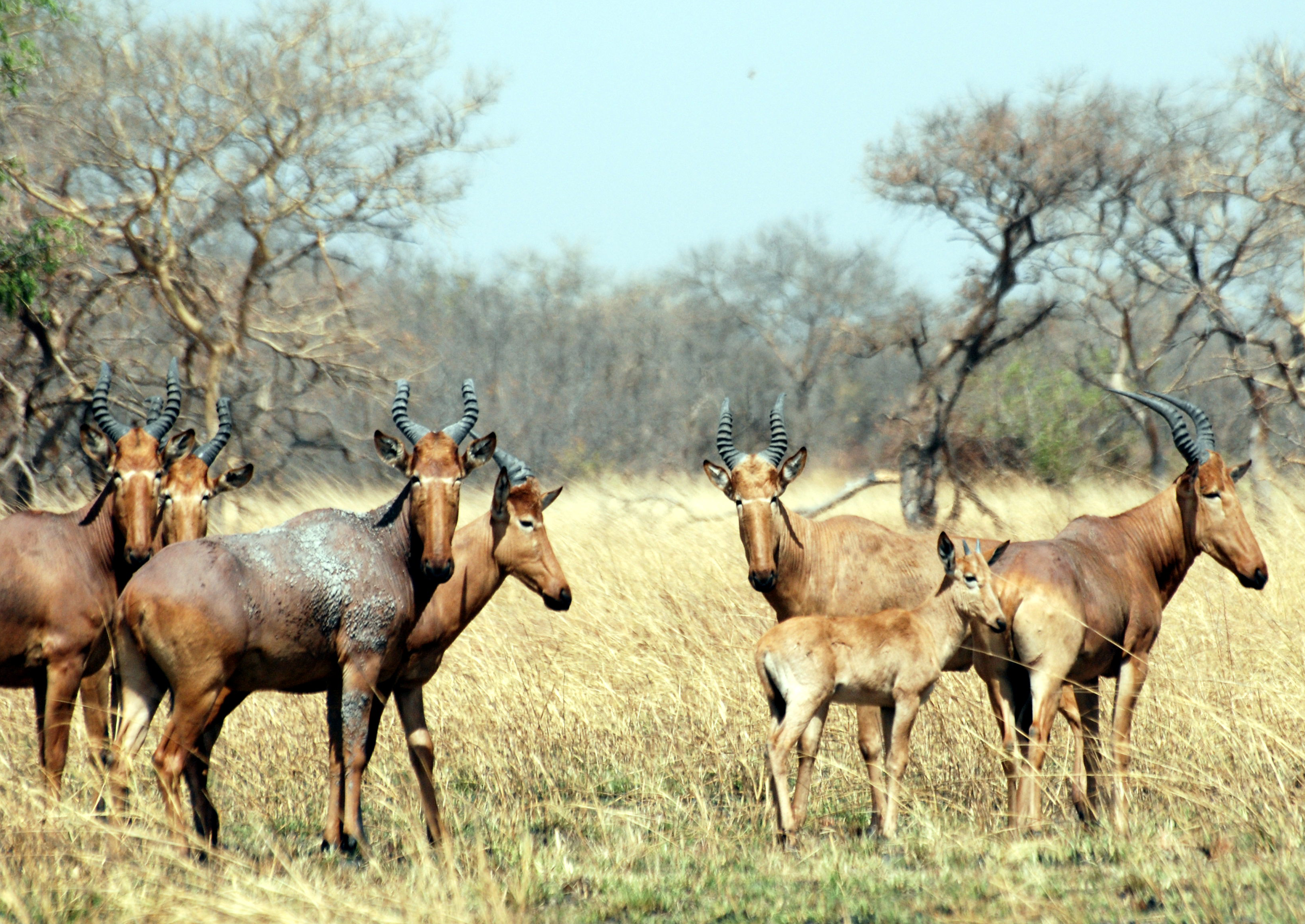
Конґоні
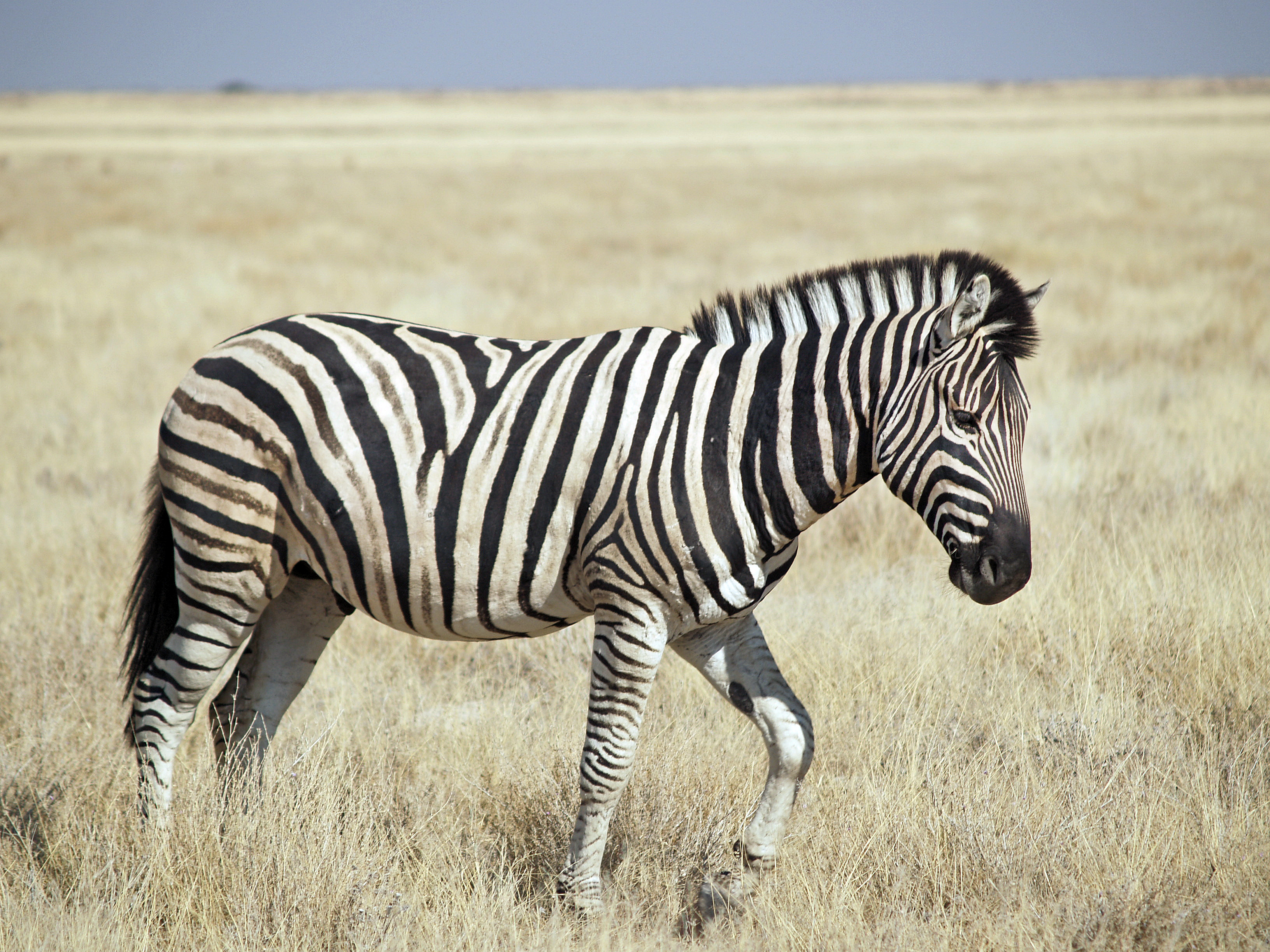
Зебра бурчеллова
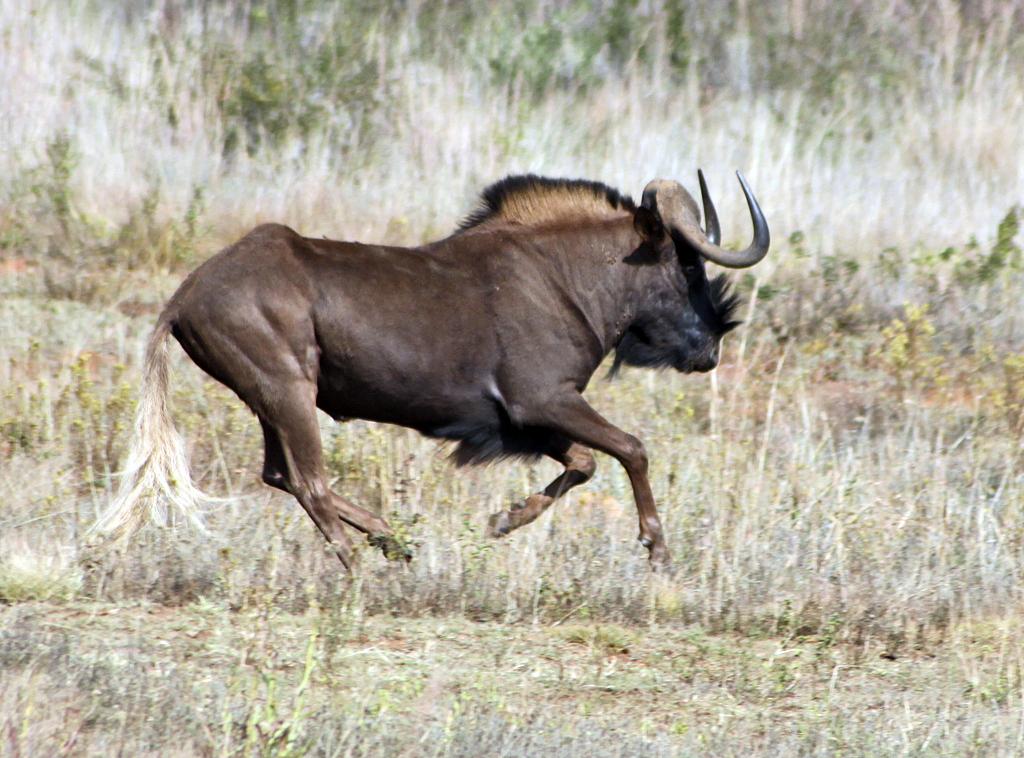
Чорний гну
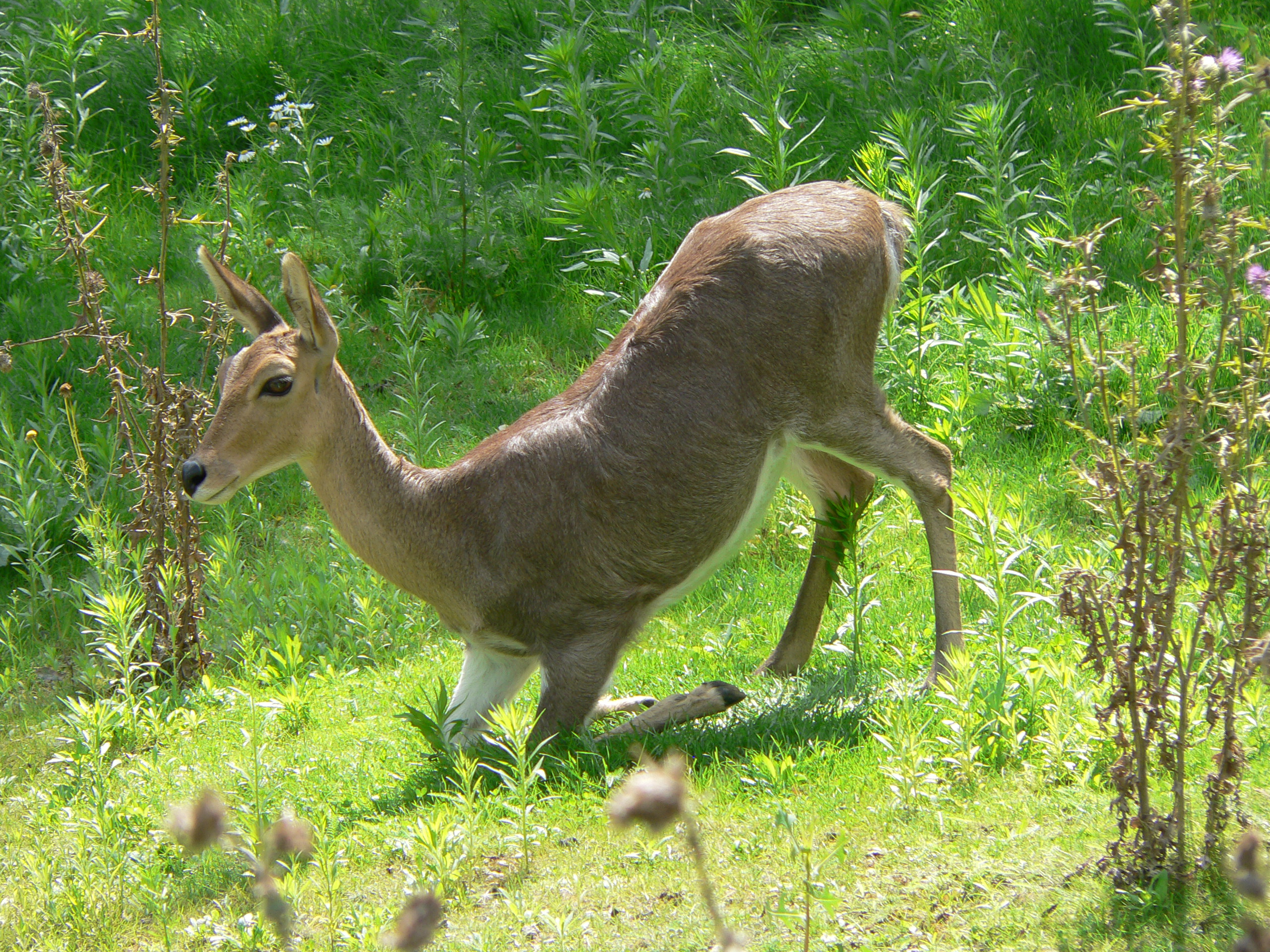
Редунка гірський
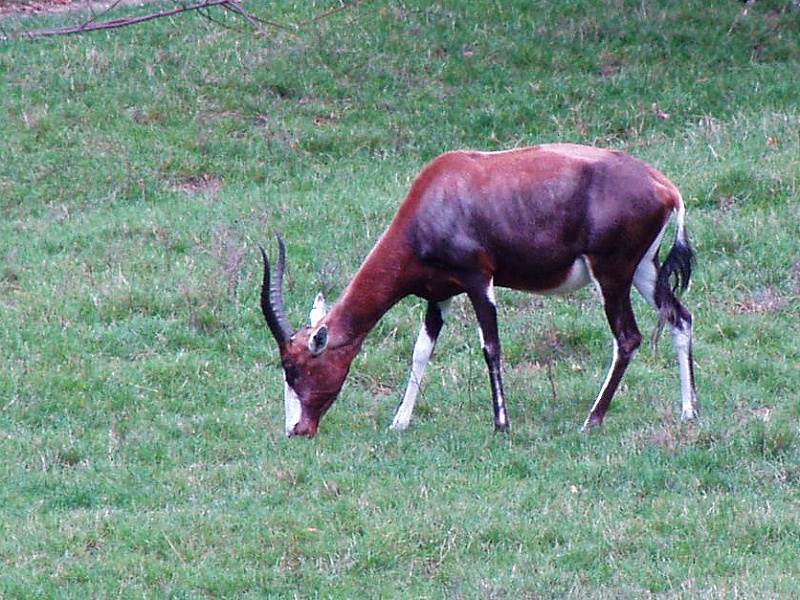
Бубал біломордий
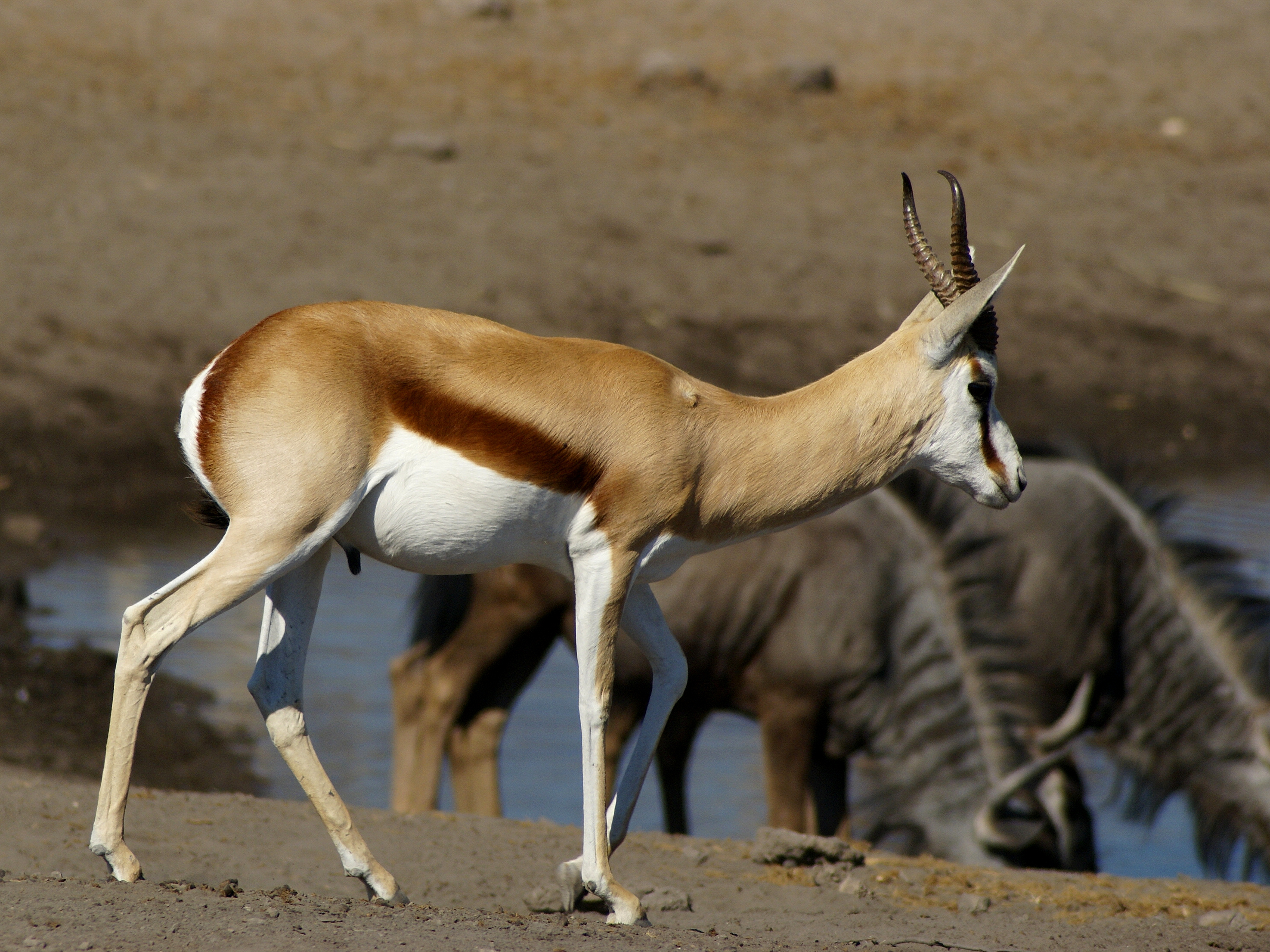
Спринґбок
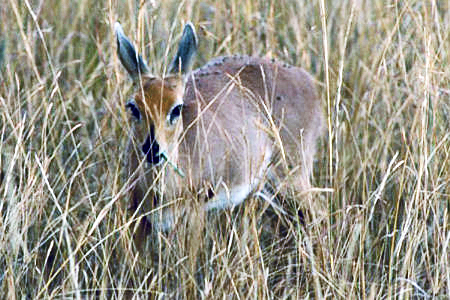
Орібі
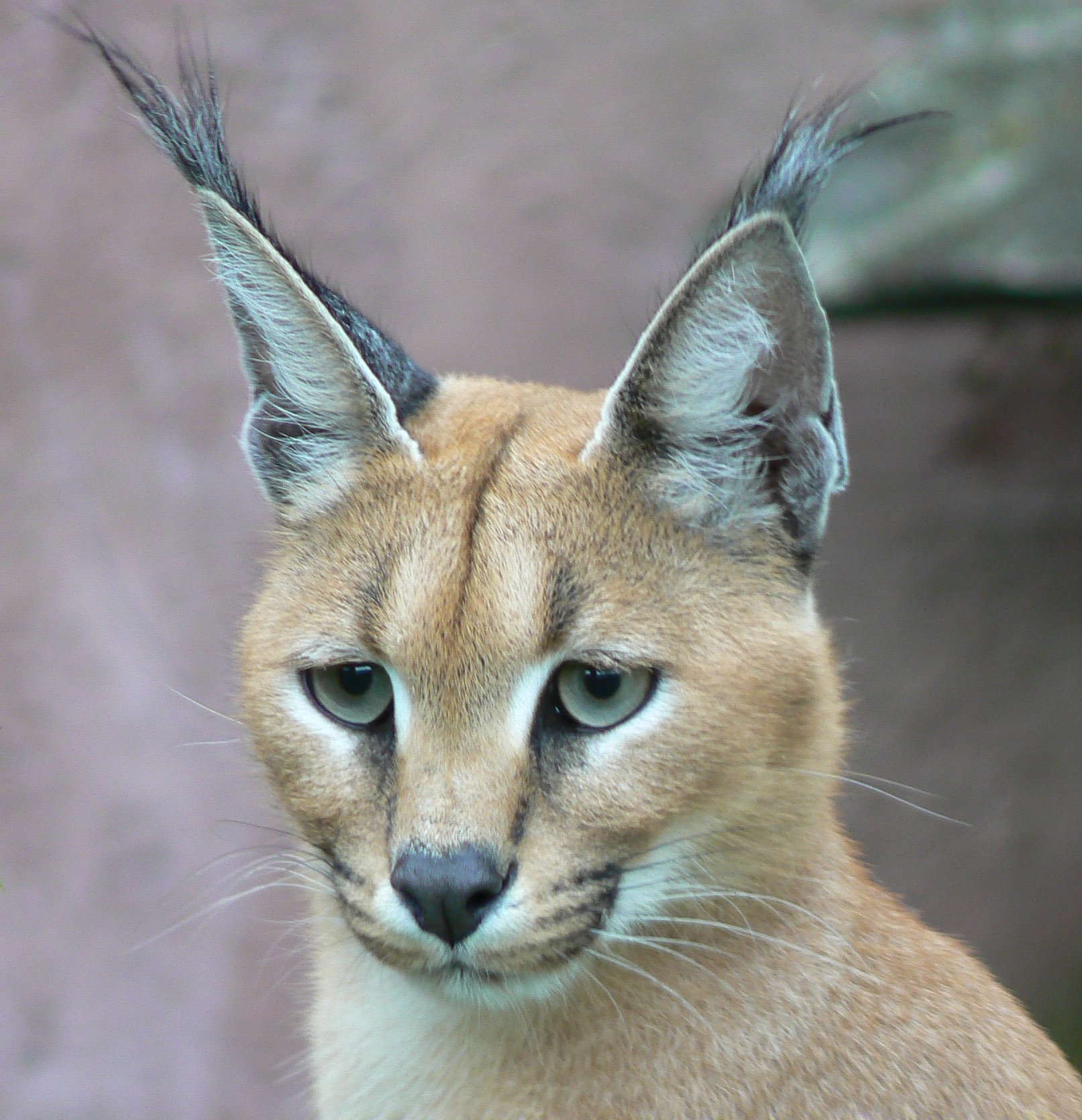
Каракал пустельний
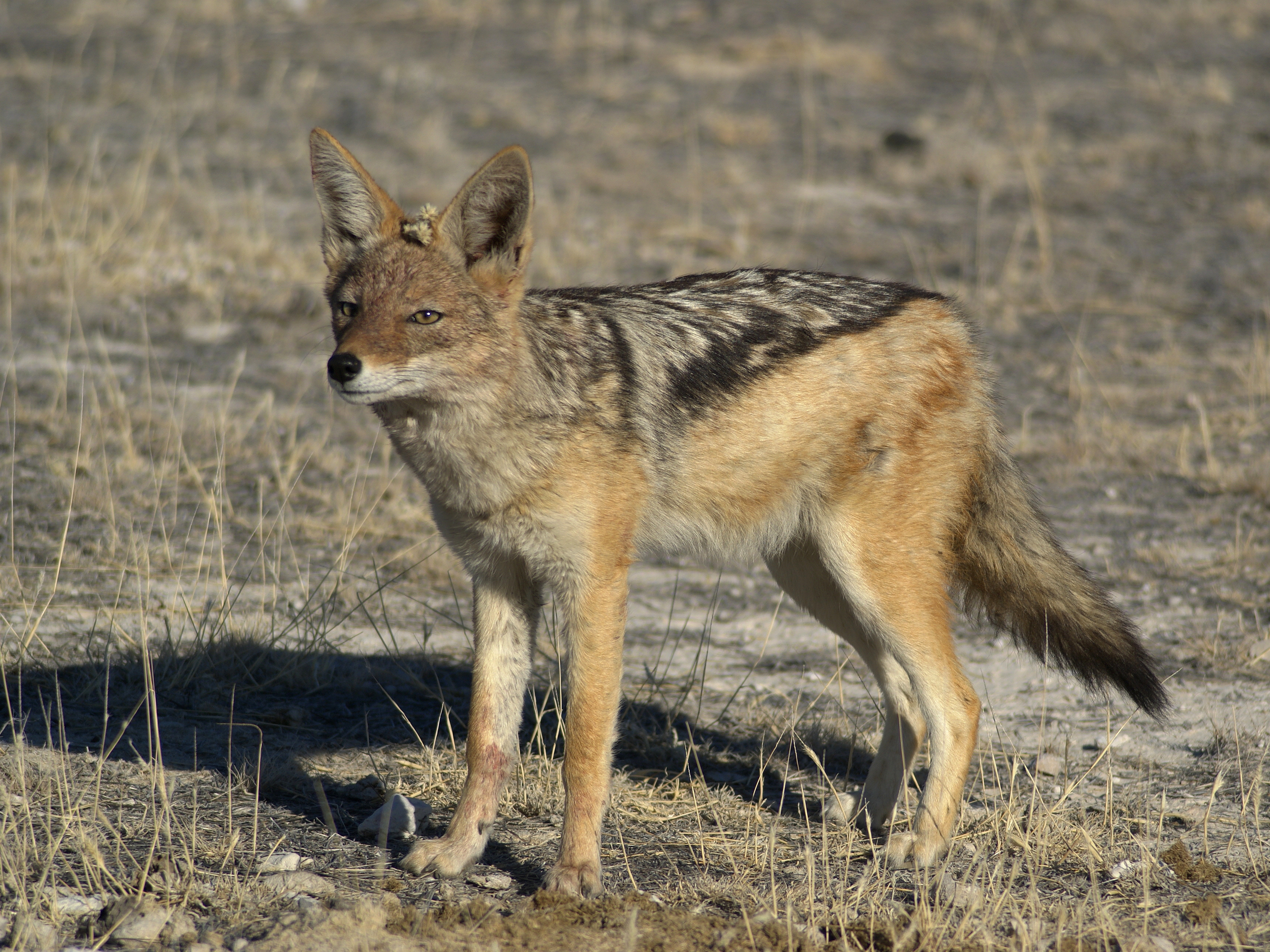
Шакал чепрачний

### Птахи

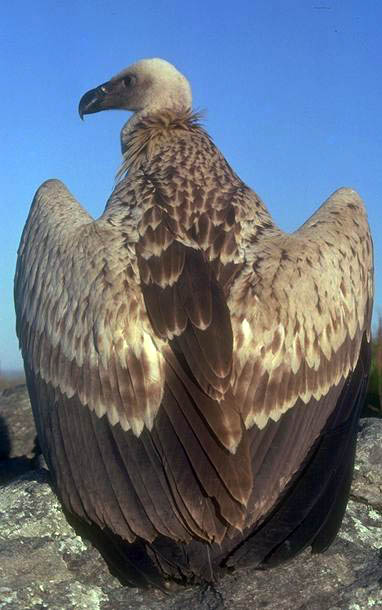
Сип капський
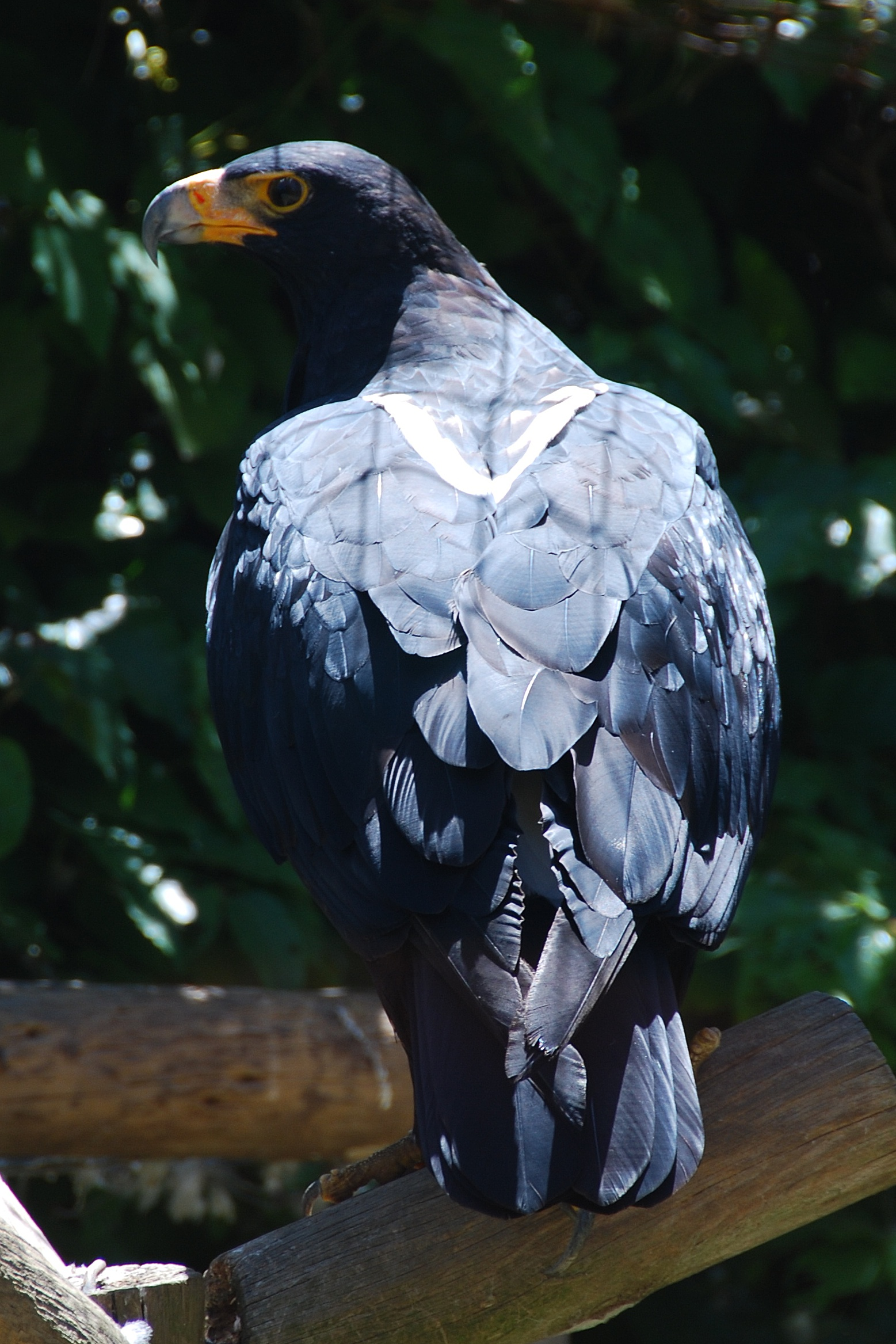
Орел кафрський
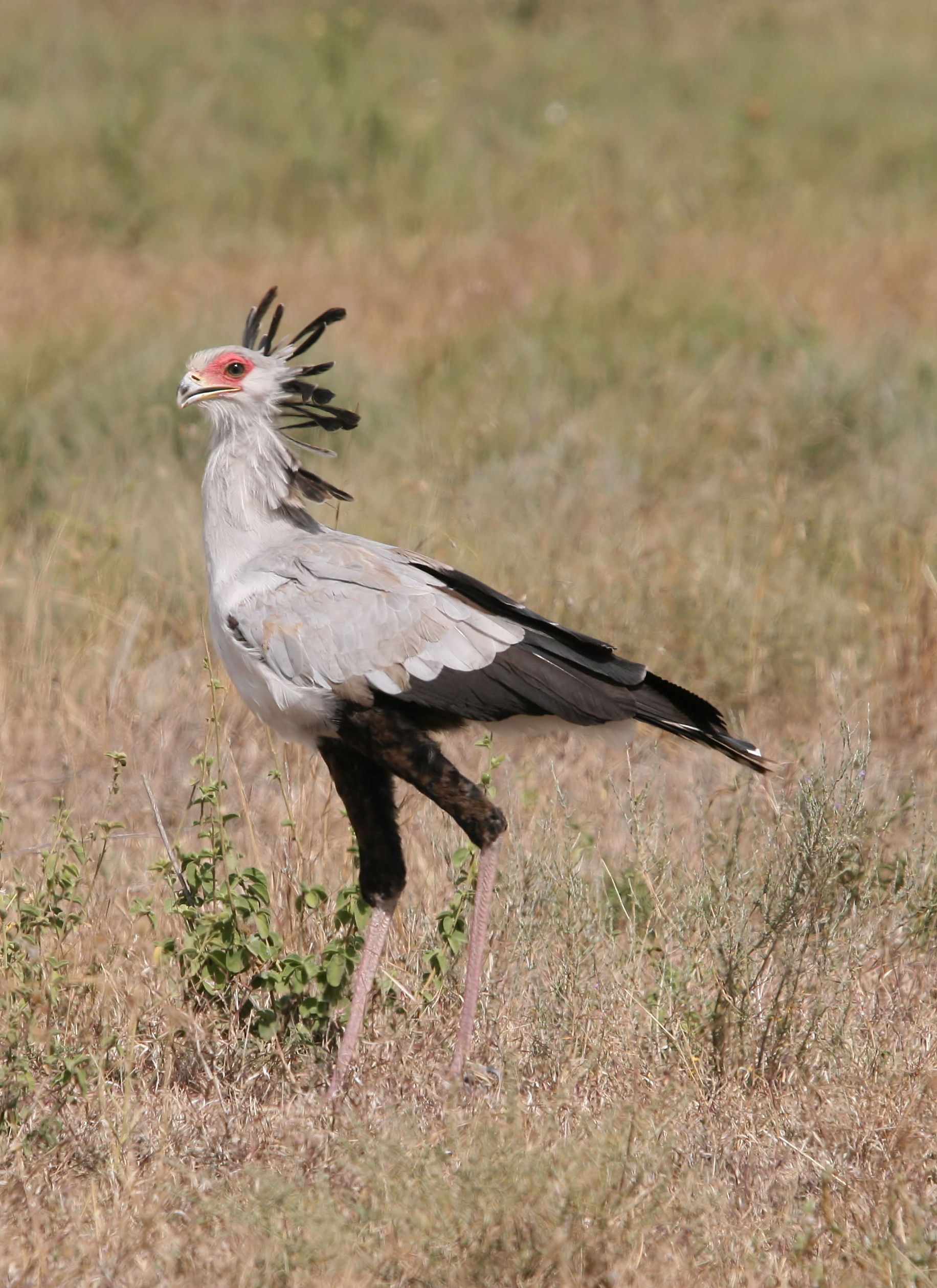
Секретар
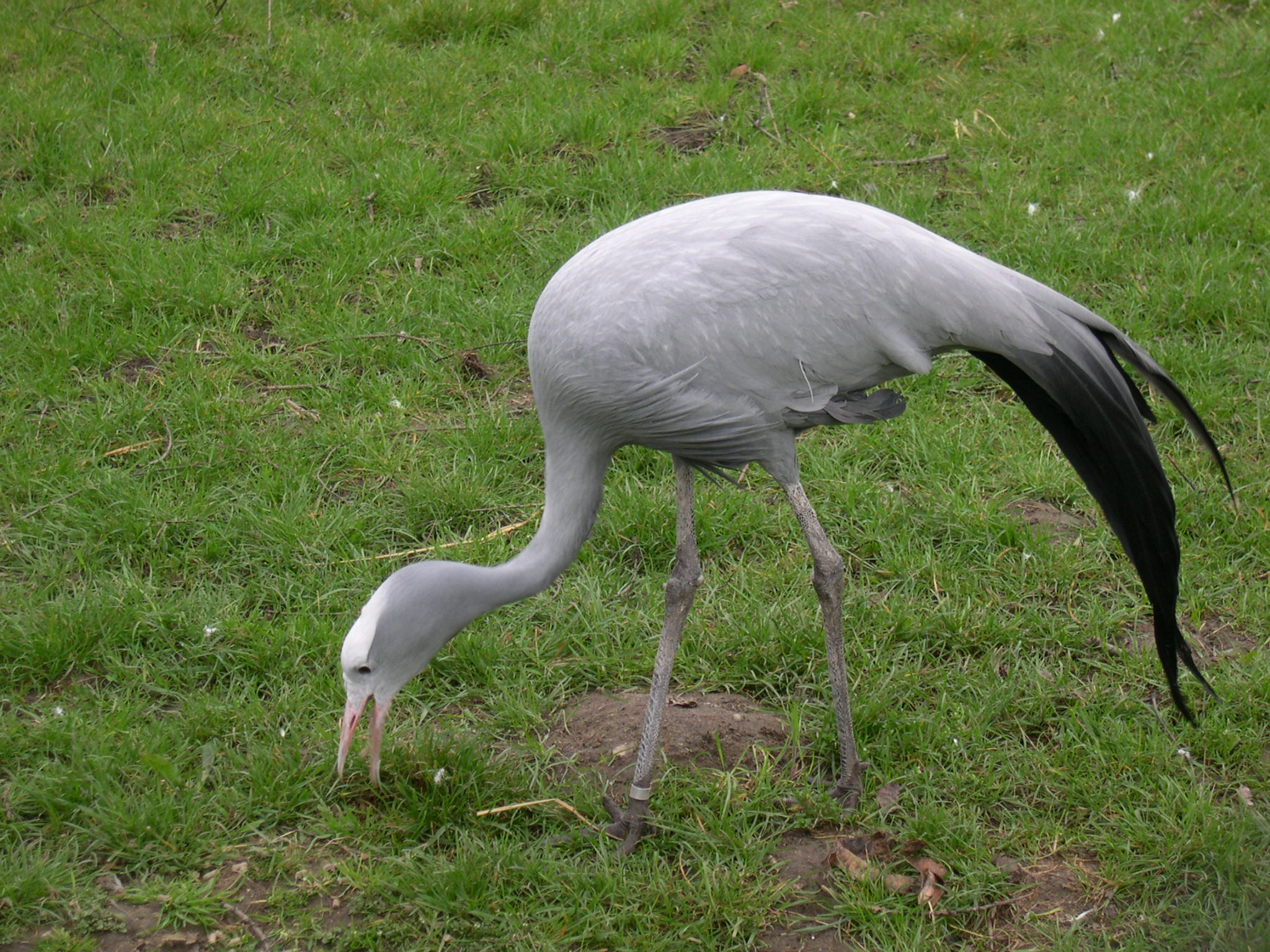
Журавель блакитний
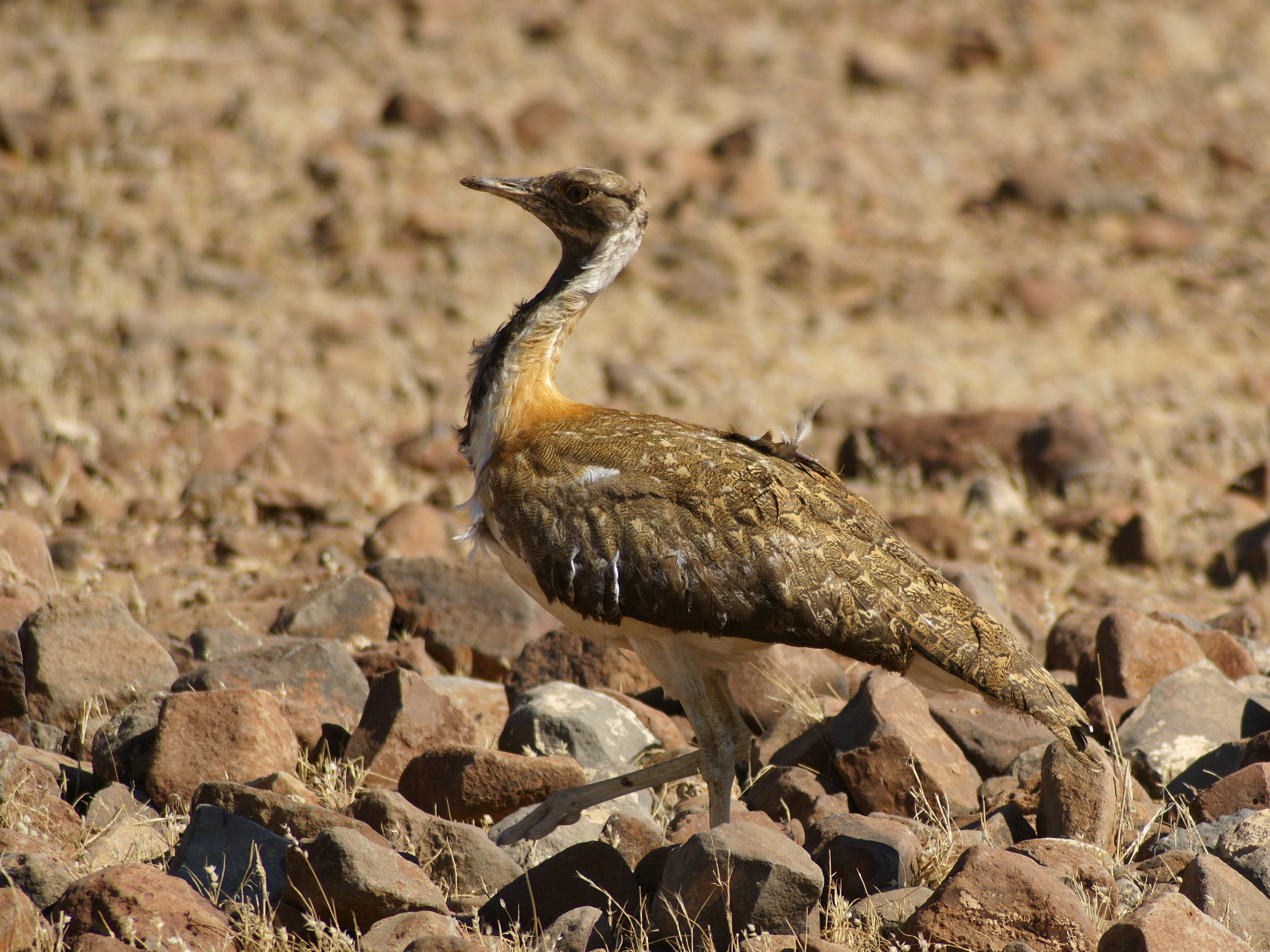
Дрохва чорноголова.

## Проживання та відвідування
Відвідувати парк можна безкоштовно, проживання можна замовити у таборах відпочинку Брандваг та Глен-Ренен, а також у Культурному селі Басото. У Глен-Ренені є шале, трейлерний парк та наметове містечко, а також невелика крамниця та заправка. Найближче село від парку — Кларенс (17 км).